# Jigawa (estado)
Jigawa é um estado no norte da Nigéria, criado em 27 de agosto de 1991. Sua capital é a cidade de Dutse. Em 2012 a  população era 5.268.227 habitantes, numa área de 23.154km².